# Белонтія
Белонтія (Belontia) — рід лабіринтових риб з родини осфронемових (Osphronemidae). Він займає особливу позицію в складі родини, утворюючи окрему монотипну підродину белонтієвих (Belontiinae).
Белонтії мають яйцеподібне, видовжене, сплющене з боків тіло, спинний і анальний плавці довгі і низькі. Рот верхній, губи товсті.
Як і всі лабіринтові, ці риби можуть додатково дихати атмосферним повітрям за допомогою розташованого над зябрами спеціального лабіринтового органу. Вони періодично спливають до поверхні води, щоб зробити черговий ковток повітря.
Рід включає лише два види, які мешкають в природі досить далеко один від одного:
- Belontia hasselti  (Cuvier, 1831) — белонтія Гасселта; довжина самця до 20 см, самки до 17,5 см; Малайський півострів, острови Суматра, Ява, Калімантан.
- Belontia signata  (Günther, 1861) — цейлонський макропод; довжина самця до 14,7 см, самки до 13,5 см; острів Цейлон (Шрі-Ланка).

Нерестяться парами, самець будує гніздо з піни, в якому відбувається інкубація ікри. Під час догляду за потомством у белонтій утворюється сім'я: самець доглядає за гніздом та ікрою, а самка охороняє околиці навколо гнізда.
Белонтія Гасселта має певне значення в рибальстві. Окрім того, обидва види белонтій, хоч і не часто, тримають в акваріумах.